# Софийский собор (Киев)
Собо́р Свято́й Софи́и (Софи́йский собо́р, Киево-Софийский собор) — храм, построенный в первой половине XI века в центре Киева. Согласно научным исследованиям[каким?], основан он был ещё Владимиром Великим, а завершил строительство его сын Ярослав.
На рубеже XVII—XVIII веков был внешне перестроен в стиле украинского (казацкого барокко). Внутри собора сохранился самый полный в мире ансамбль подлинных мозаик (260 м²) и фресок (3000 м²) первой половины XI века и значительные фрагменты стенописи XVII—XVIII веков.
В советское время служил храмом до 1929 года, в 1934 году стал музеем — Софийским заповедником. Ныне является сердцевиной Национального заповедника «София Киевская», одного из крупнейших музейных центров Украины, который включает также Золотые ворота XI века, Кирилловскую церковь XII века и Андреевскую церковь XVIII века в Киеве.
В 1990 году Софийский собор, как и Киево-Печерская лавра, стал первым внесённым в список Всемирного наследия ЮНЕСКО памятником архитектуры на территории Украины.
Поскольку здание собора — часть Национального заповедника «София Киевская» и внесено в список Всемирного наследия ЮНЕСКО, его запрещено передавать какой-либо религиозной организации и совершать в нём богослужения. Исключение составляет день 24 августа — День независимости Украины, когда представители религиозных организаций совершают молитву об Украине (была введена с 2005 года); 22 ноября 2006 года Священный синод Украинской православной церкви (Московский патриархат) заявил о невозможности для себя участвовать в такого рода мероприятиях.
К ансамблю Софийского собора относятся включённые вместе с ним в список ЮНЕСКО монастырские сооружения XVIII века: колокольня, южная въездная башня, трапезная, хлебня, бурса, дом митрополита и ворота Заборовского.

## История

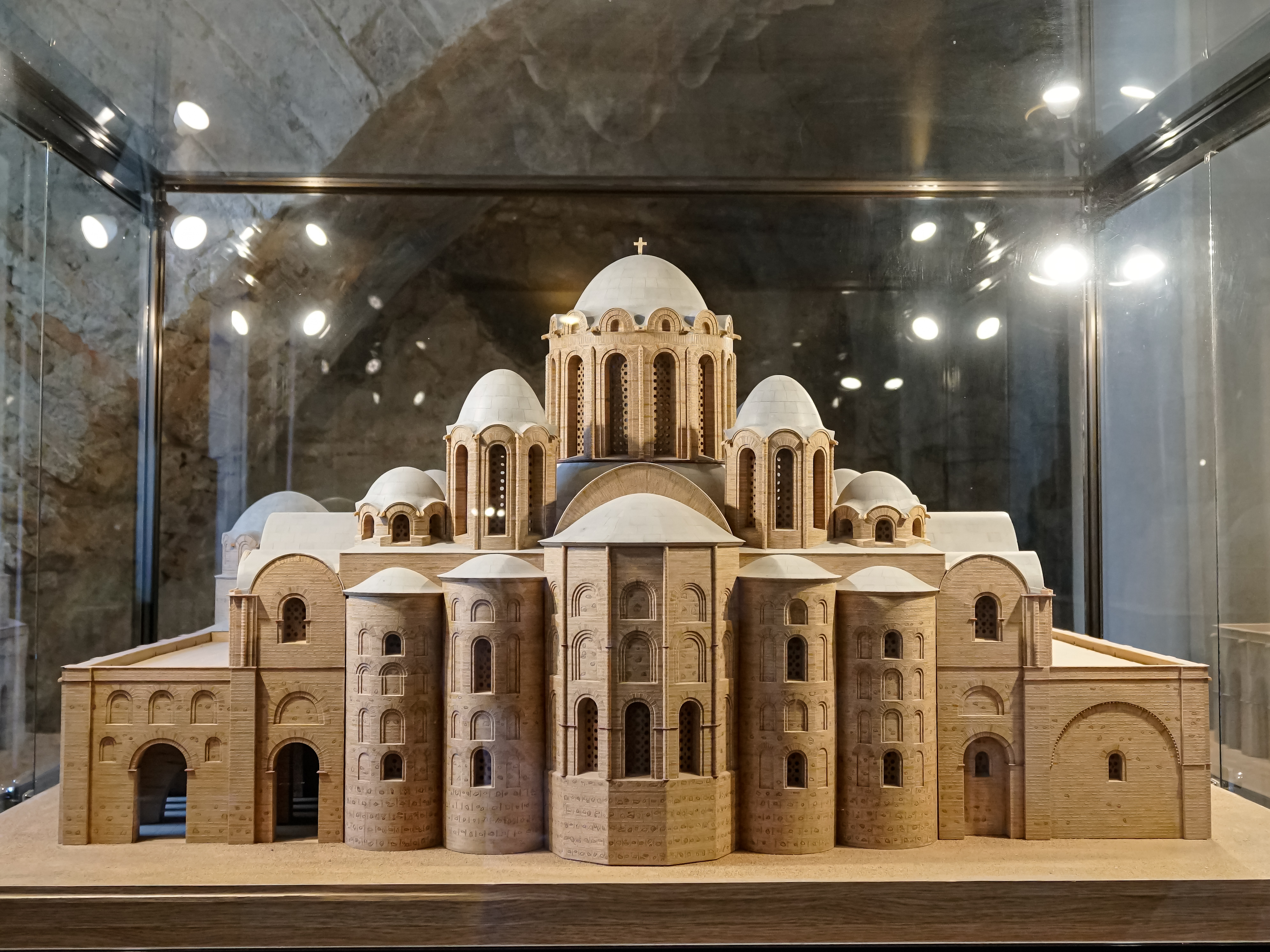
Макет-реконструкция первоначального облика собора

Разные летописи (все они созданы позже времени строительства собора) называют датой закладки собора 1017 или 1037 год. Так, «Повесть временных лет» повествует о закладке в 1037 году сразу нескольких крупных построек — укреплений с Золотыми воротами, Софийского собора, надвратной Благовещенской церкви, монастырей Святого Георгия и Святой Ирины. По убеждению академика Дмитрия Лихачёва, эта «хрестоматийная» запись — вовсе не фиксация факта, а «Похвала» Ярославу, подытоживающая его строительную деятельность за все годы правления и составленная после 1051 года. Более раннее известие, сохранившееся в Новгородской первой летописи, возникшей, по мнению академика Алексея Шахматова, в 1017 году, указывает этот год как дату закладки Софии Киевской. В то же время митрополит Иларион Киевский, современник появления Софии свидетельствует, что в деле её создания Ярослав завершил начинание Владимира Святославича, а немецкий хронист Титмар Мерзебургский упоминает под 1017/1018 годами уже действующий Софийский монастырь в Киеве как резиденцию Киевского митрополита. Такое разноречие источников породило двухсотлетнюю дискуссию о времени постройки Софии Киевской: одни исследователи принимают дату 1017 год за время основания собора, другие, считающие начало правления Ярослава неблагоприятным для его строительства, — 1037 год. По версии историков Надежды Никитенко и В. В. Корниенко, выдвинутой на основании комплексного изучения письменных источников, архитектуры, монументальной живописи и древнейших надписей-граффити собора, он был возведён в 1011—1018 годах, на рубеже правлений Владимира и Ярослава: первый начал, а второй завершил создание Софии. Эта новая датировка, обострившая дискуссию, получила значительный общественный резонанс и стала основанием для празднования 1000-летия Софии. В сентябре 2011 года по решению 35-й сессии Генеральной конференции ЮНЕСКО (октябрь 2009) и по указу Президента Украины от 11 июня 2010 года на международном и общегосударственном уровнях отмечено 1000-летие основания Софийского собора.

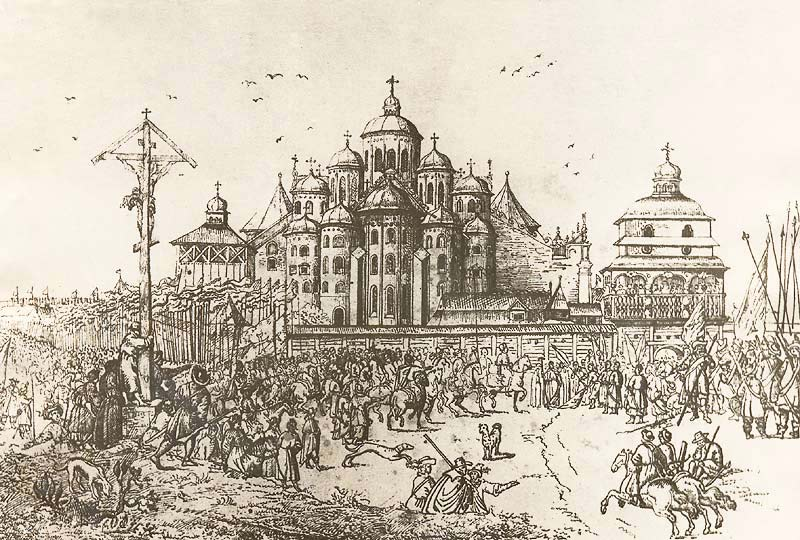
Софийский собор с деревянной колокольней (справа) на рисунке Абрахама ван Вестерфельда (1651)

В 1240 году после взятия Киева Софийский собор был разграблен воинами Батыя. После этого оставался митрополичьей резиденцией до конца XIII века, когда кафедра киевских митрополитов была перенесена во Владимирское княжество. При митрополите Кирилле II (1242—1280) собор был отремонтирован и упорядочен. В 1385—1390 годах митрополит Киприан вновь восстановил собор, после чего он более трёх с половиной веков находился в запустении. В конце XVI века собор Святой Софии, по свидетельству Рейнгольда Гейденштейна, пребывал в таком «жалком виде», что богослужения в нём не совершались.
В 1594 году Эрих Лясота первым описывает в гробницу «исполина Ильи Моровлина» в Софийском соборе.
В 1596 году Софийский собор перешёл к Русской униатской церкви.
В 1633 году Софийский собор отобран у Русской униатской церкви Киевским митрополитом Петром Могилой, который отреставрировал собор, расширил и основал при нём мужской монастырь.
В 1697 году большой пожар уничтожил деревянные здания Софийского монастыря. Через два года по указу Петра I началось сооружение новых каменных построек монастыря, сохранившихся до наших дней.
В 2025 году Россия нанесла удар по Украине «Шахедами» и ракетами, повредив Софийский собор.

## Современный вид
На рубеже XVII—XVIII веков при гетмане Иване Мазепе (1687—1709) и митрополите Варлааме (Ясинском) (1690—1707) был полностью восстановлен и перестроен извне в стиле украинского барокко. Работы по обновлению храма продолжались до 1740-х годов, когда при митрополите Рафаиле (Заборовском) он окончательно приобрёл нынешний облик.

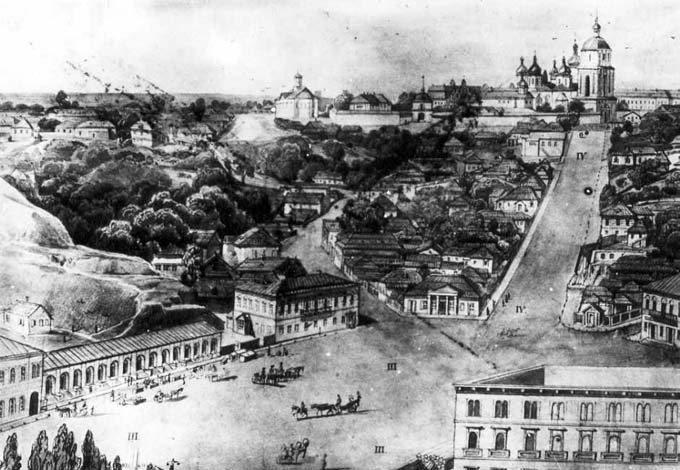
Вид Софийского собора с Крещатицкой площади (Майдана Незалежности) в середине XIX века

Современная колокольня Софийского собора была построена в 1699—1706 годах по заказу гетмана Ивана Мазепы и его сподвижника Варлаама (Ясинского). До сегодняшнего дня сохранился колокол, отлитый в 1705 году, который находится на втором этаже колокольни и носит название «Мазепа».
В 1934 году был объявлен Государственным архитектурно-историческим заповедником «Софийский музей», в который сначала помимо Софийского собора вошла колокольня, позже — остальные памятники архитектуры XVIII века, сформировавшие архитектурный ансамбль Софийского монастыря: южная въездная башня (начало XVIII века), построенные в 1722—1730 годах трапезная, хлебня (пекарня, позже — консистория) и Дом митрополита, наконец, ворота Заборовского (1731—1745), братский корпус (кельи) (середина XVIII века) и бурса (1763—1767).
В соборе были проведены крупные реставрационные работы, открывшие грандиозный целостный ансамбль мозаик и фресок второго десятилетия XI века. В 1987 году международное жюри Гамбургского фонда имени Альфреда Тёпфера присудило собору Европейскую Золотую медаль за сохранение исторических памятников. Включён в список Всемирного наследия в 1990 году.
10 июня 2025 года в результате российской массированной дроновой и ракетной атаки на Киев, взрывная волна разрушила карниз на центральной апсиде собора.

## Архитектурные особенности
Авторы отмечают непосредственное влияние абхазо-аланской архитектурной школы зодчества и вероятнейшее участие иностранных мастеров в оформлении собора, в частности это такие специалисты как Лукомский Г. К.:

Застроенные в ширину пятью-семью апсидами храмы Киева, Чернигова, Новгорода, по мысленной очистке всех позднейших апсид и наслоений…В плановом смысле вполне совпадают с памятниками абхазскими. С византийскими храмами второго периода сходство у них значительно меньше.

сходство с абхазскими церквами видно даже у новгородских соборов. Если в св. Софии, отбросив позднейшие наслоения, выделить древнейшие части, мы получим полное совпадение плана с абхазским приемом, например, в церкви Моквы.

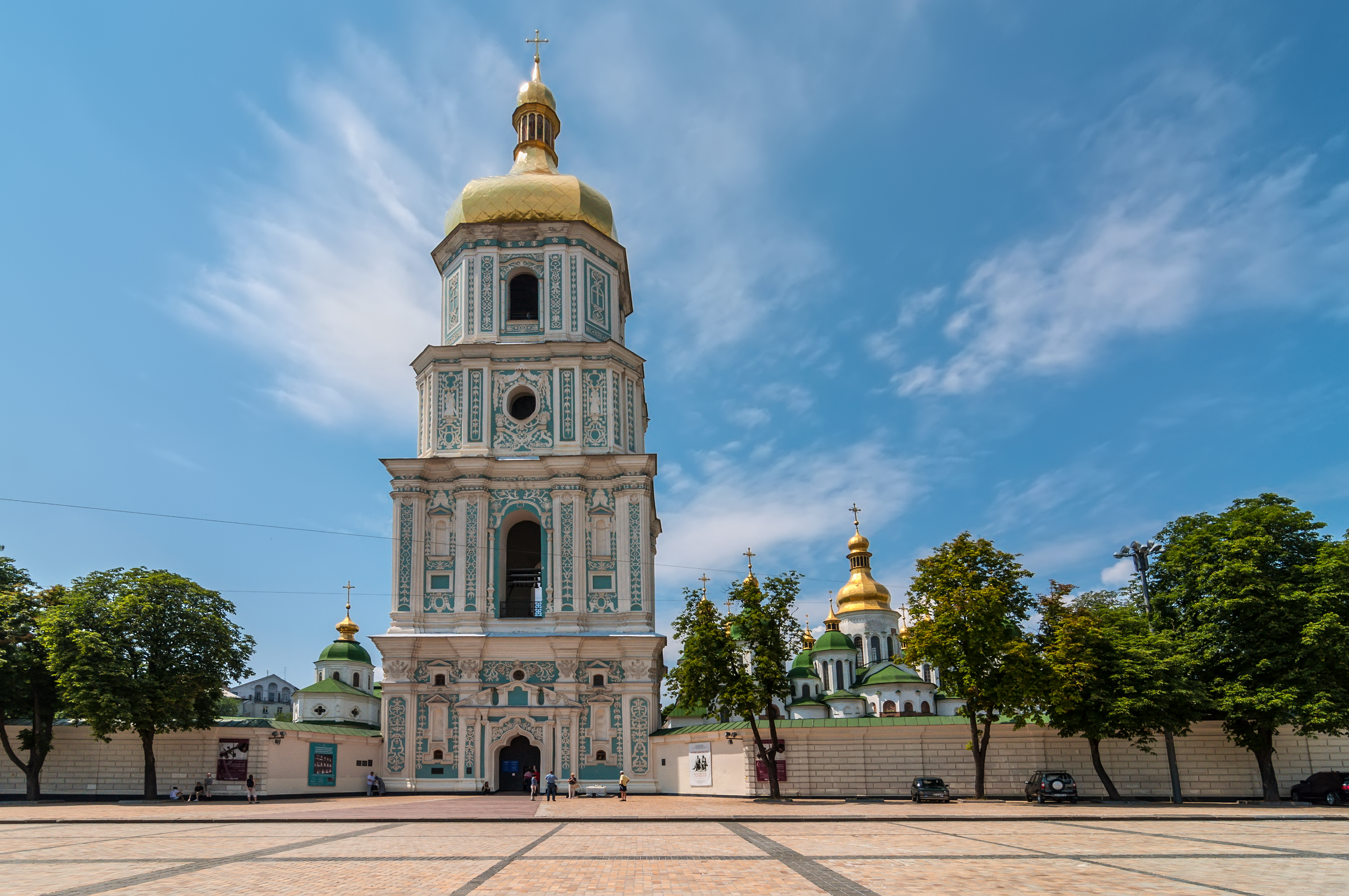
Колокольня Софийского собора на Софийской площади

Первоначально Софийский собор представлял собой пятинефный крестово-купольный храм с тринадцатью главами. Собор имел пирамидальную композицию. Цилиндрические своды, перекрывавшие его центральный и поперечный нефы, ступенчато поднимались к центральному куполу. Большой центральный купол на высоком барабане с двенадцатью оконными проёмами был окружён четырьмя меньшими, более низкими, ниже которых располагались остальные восемь куполов. Купола имели окна и были покрыты листами свинца. С трёх сторон он был окружён двухъярусной галереей, а снаружи — ещё более широкой одноярусной. Над внешней одноярусной галереей проходил открытый балкон-«гульбище». По углам с западной стороны возвышались две лестничные башни, ведущие на хоры — «полати». Длина и ширина собора без галерей — 29 м, с галереями — 42 и 55 м. Архитектура интерьера сохранилась с древности почти без изменений. Прямоугольное в плане здание делится крестчатыми столбами на пять продольных коридоров-нефов, которые пересекаются поперечными коридорами — трансептами. Пересечение центрального нефа и трансепта, которые вдвое шире боковых нефов, образует в интерьере собора пространственный крест, над центром которого возвышается купол. Высота от уровня древнего пола до зенита главного купола — 29 м, диаметр купола — 7,7 м. Центр храма с северной, западной и южной стороны окружают обширные П-образные княжеские хоры. На хоры поднимались по двум винтовым лестницам, расположенным в лестничных башнях, встроенных в западную галерею храма.

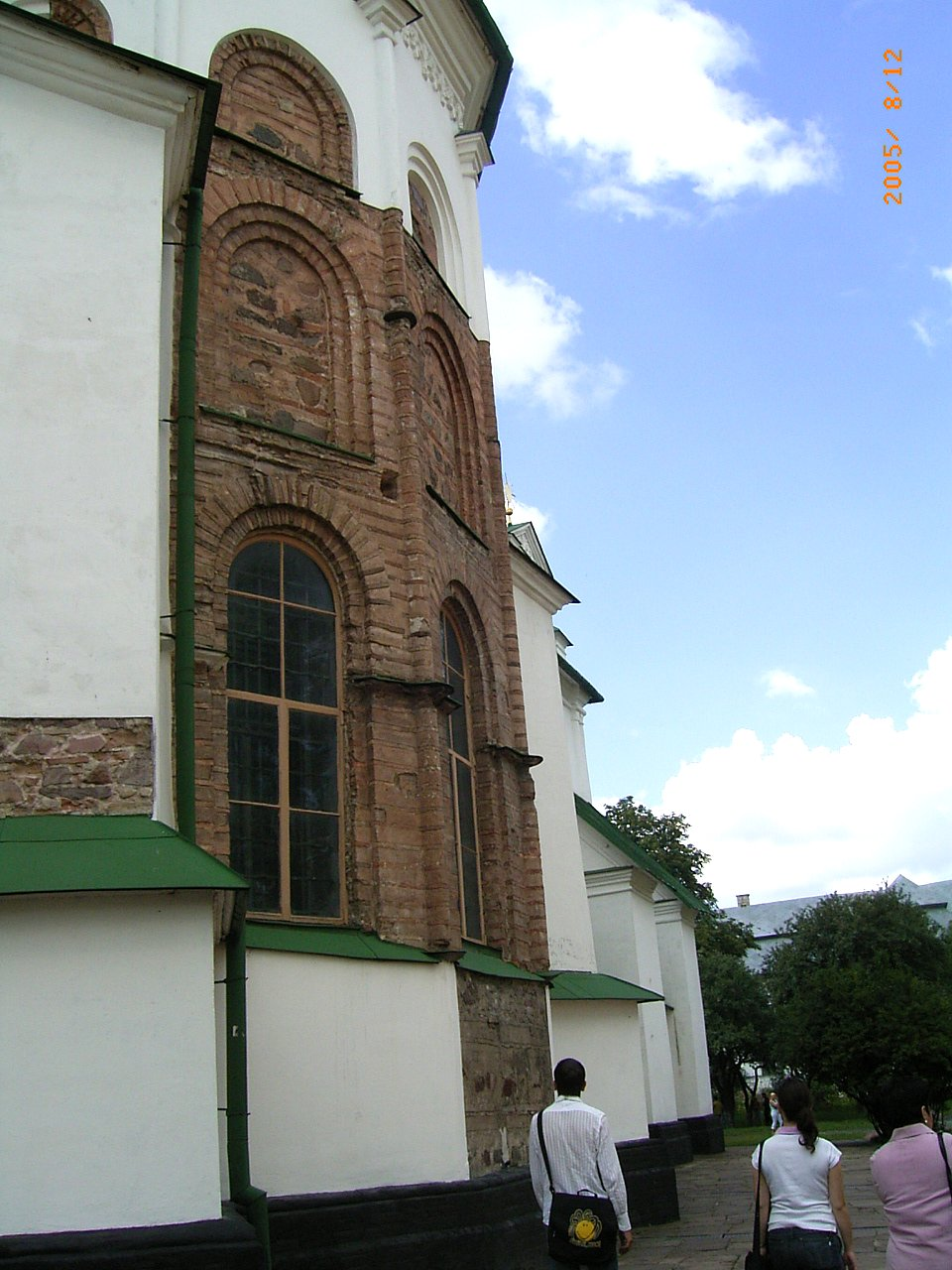
Апсиды собора. Открытая древняя кладка

Собор сложен в византийской технике смешанной кладки (opus mixtum) из чередующихся рядов камня и плинфы (широких, тонких кирпичей), уложенных на розовом известково-цемяночном растворе. Фасады храма не штукатурились, кладка оставалась открытой. Для того, чтобы можно было представить исходный облик собора, на фасадах реставраторами оставлены зондажи — участки раскрытой древней кладки.
Собор строился константинопольскими зодчими, хотя ему нет прямых аналогов в византийской архитектуре того времени. Храмы, строившиеся тогда в империи, были меньшими, имели лишь три нефа и одну главу. Предполагается, что местной властью перед византийцами была поставлена задача создания великолепного собора для торжественных церемоний, главного, наибольшего храма Руси, которую они решили путём увеличения количества нефов и добавления световых (прорезанных окнами) барабанов глав для их освещения. Роскошные залитые светом хоры дворцового типа, где во время служб находился князь и его окружение, — тоже результат заказа киевского правителя.
В то же время первоначальное архитектурное решение собора имело свою символику. Центральный высокий купол храма всегда в византийской архитектуре напоминал о Христе — Главе Церкви. Двенадцать меньших куполов собора ассоциировались с апостолами, а четыре из них — с евангелистами, через которых христианство проповедовалось во все концы земли.

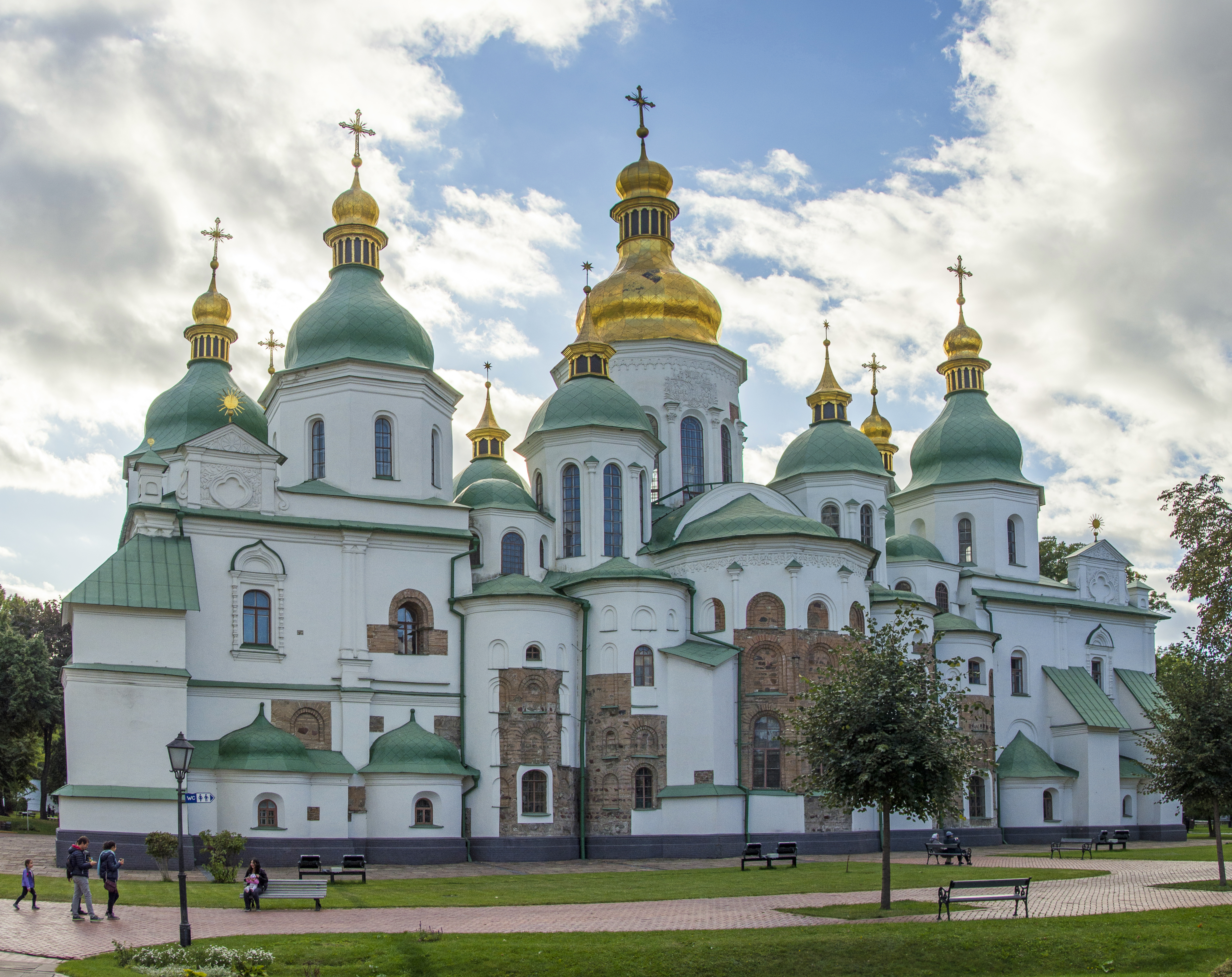
Вид собора с юго-восточного угла

В результате реставраций и перестроек XVII—XVIII веков собор существенно изменил свой облик. Наружные галереи были надстроены, появились новые приделы, увенчанные дополнительными куполами (всего сейчас их 19). Собор был оштукатурен и побелён, укреплён по периметру опорными столбами-контрфорсами. Древняя полусферическая форма глав была заменена на характерную для украинского барокко высокую грушевидную форму. Первоначальная структура собора наилучшим образом видна теперь со стороны алтаря, где раскрыты также фрагменты первоначальной отделки фасадов.
В интерьере Софийского собора господствует хорошо освещённое центральное подкупольное пространство, имеющее форму креста. Восточная его ветвь заканчивается главной апсидой, северная и южная — двухъярусными трёхпролётными аркадами. Третьей такой же аркадой заканчивалась и западная ветвь подкупольного креста. Западная аркада не сохранилась — она была разобрана в конце XVII в. при ремонте собора. Столпы собора имеют в сечении крестообразную форму. Боковые нефы собора и всю его западную часть занимают обширные хоры, соединяющиеся со вторым этажом галереей. Многочисленные купола собора на прорезанных окнами барабанах дают хорам хорошее освещение. Хоры собора предназначались для князя, его свиты и знати. Здесь князь слушал богослужение и, вероятно, здесь же проводились придворные церемонии.

## Интерьер
Интерьер собора сохранил крупнейший в мире ансамбль подлинных мозаик и фресок первой половины XI века, выполненных византийскими мастерами. Палитра мозаик насчитывает 177 оттенков. В древности мозаикой были выделены центральные купол и алтарь, где шло богослужение, все остальные участки храма украшала фреска. В зените купола располагается мозаика с изображением Христа Вседержителя (Пантократора), вокруг Него представлены четыре архангела. Из них в мозаике сохранился лишь один — в голубых одеждах, остальные дописаны в XIX веке М. А. Врубелем масляными красками. В барабане между окнами изображены фигуры двенадцати апостолов (с XI века сохранилась только верхняя часть фигуры апостола Павла), ниже, на парусах купола, изображены пишущие евангелисты. Среди них с древних времён сохранилась лишь фигура евангелиста Марка. На подпружных арках располагаются медальоны с поясными фигурами 40 севастийских мучеников: уцелело десять мозаичных медальонов на южной арке и пять — на северной.
Самая известная мозаика собора — Богородица «Нерушимая Стена» — находится в конхе (сводчатой части) центральной алтарной апсиды. Под ней изображена Евхаристия — причащение апостолов Христом, а ещё ниже —святители: древние святые епископы, Отцы Церкви.

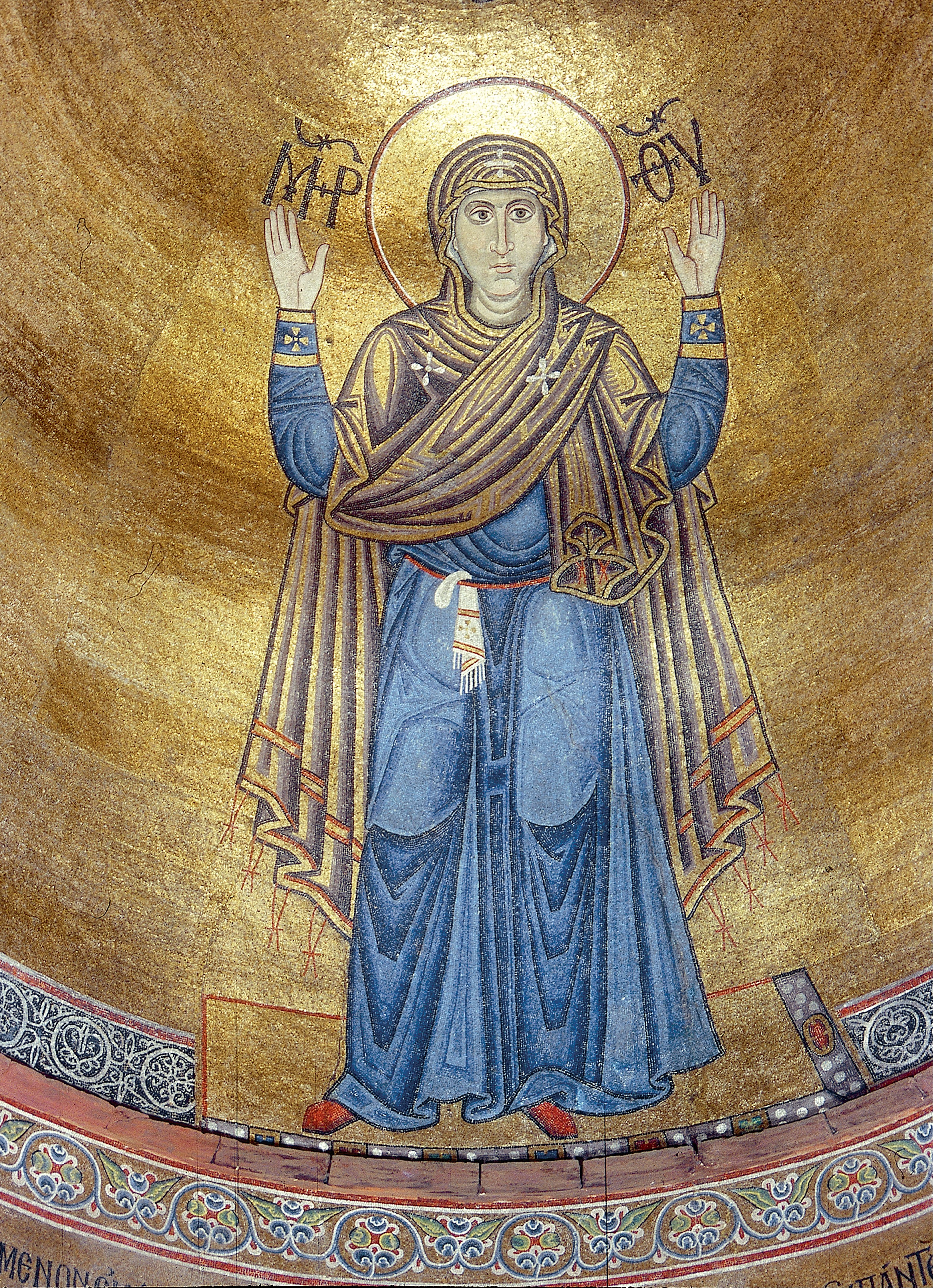
Богоматерь Оранта (Нерушимая Стена). Мозаика в алтаре собора, XI век
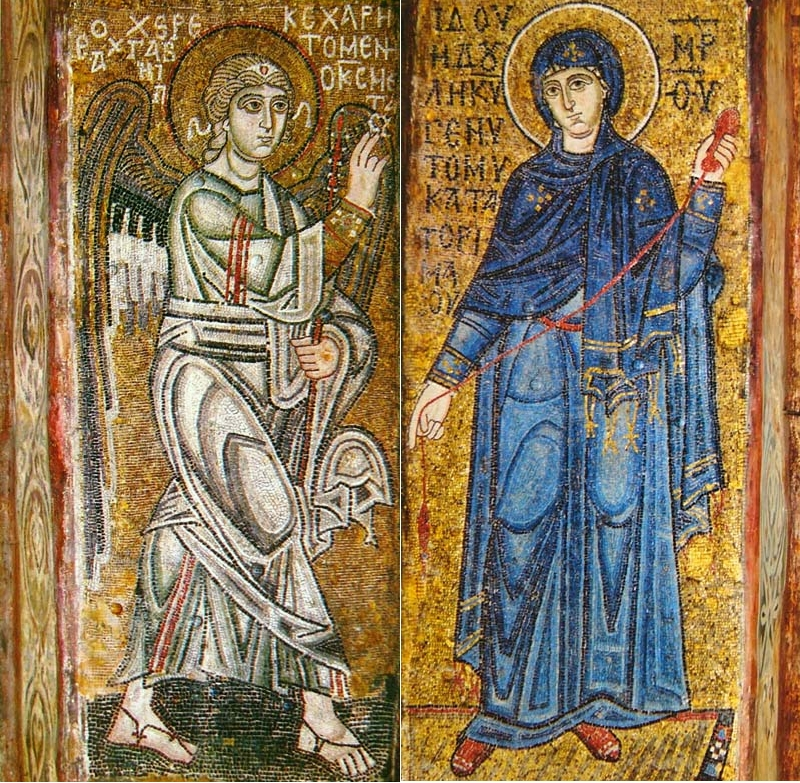
Благовещение. Мозаика на алтарных столбах, XI век
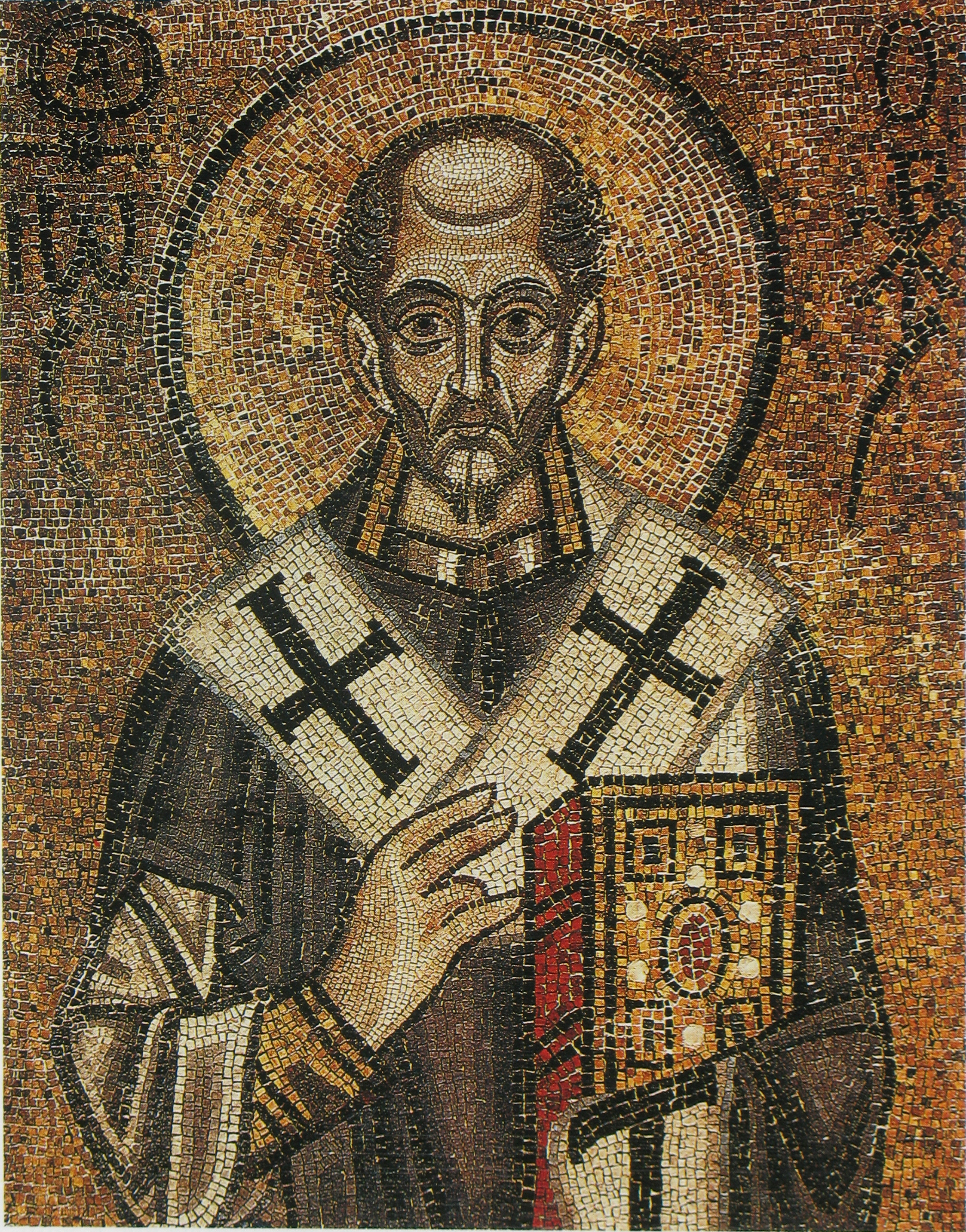
Иоанн Златоуст. Мозаика, XI век
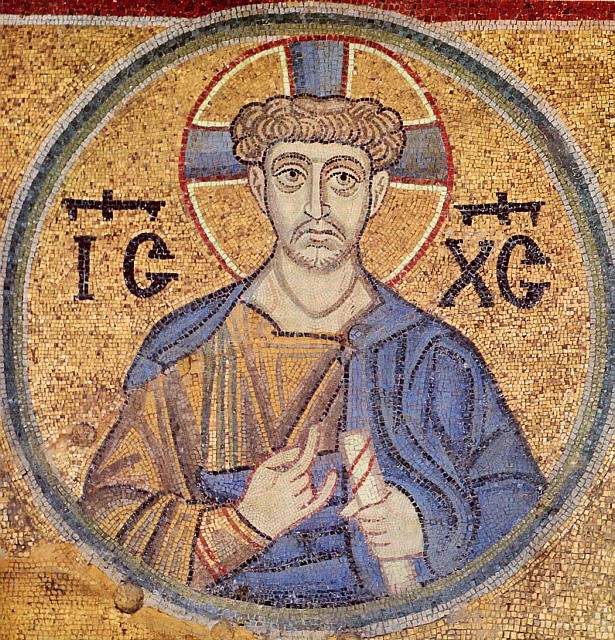
Великий Архиерей. Мозаика, XI век
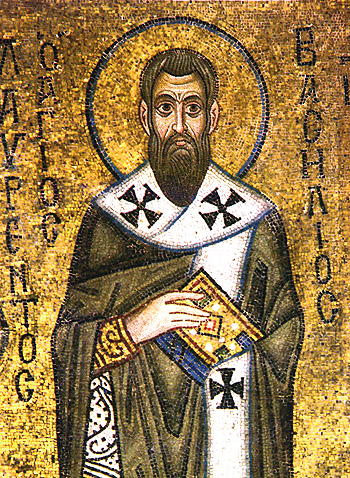
Святитель Василий Великий. Мозаика алтаря, XI век

На столбах триумфальной (алтарной) арки сохранилось изображение Благовещения (на северном столбе — фигура архангела Гавриила, на южном — Богоматери). Мозаика, как и другие мозаичные и фресковые сюжеты собора, датируется временем его создания и является старейшим в русском искусстве изображением данной сцены.

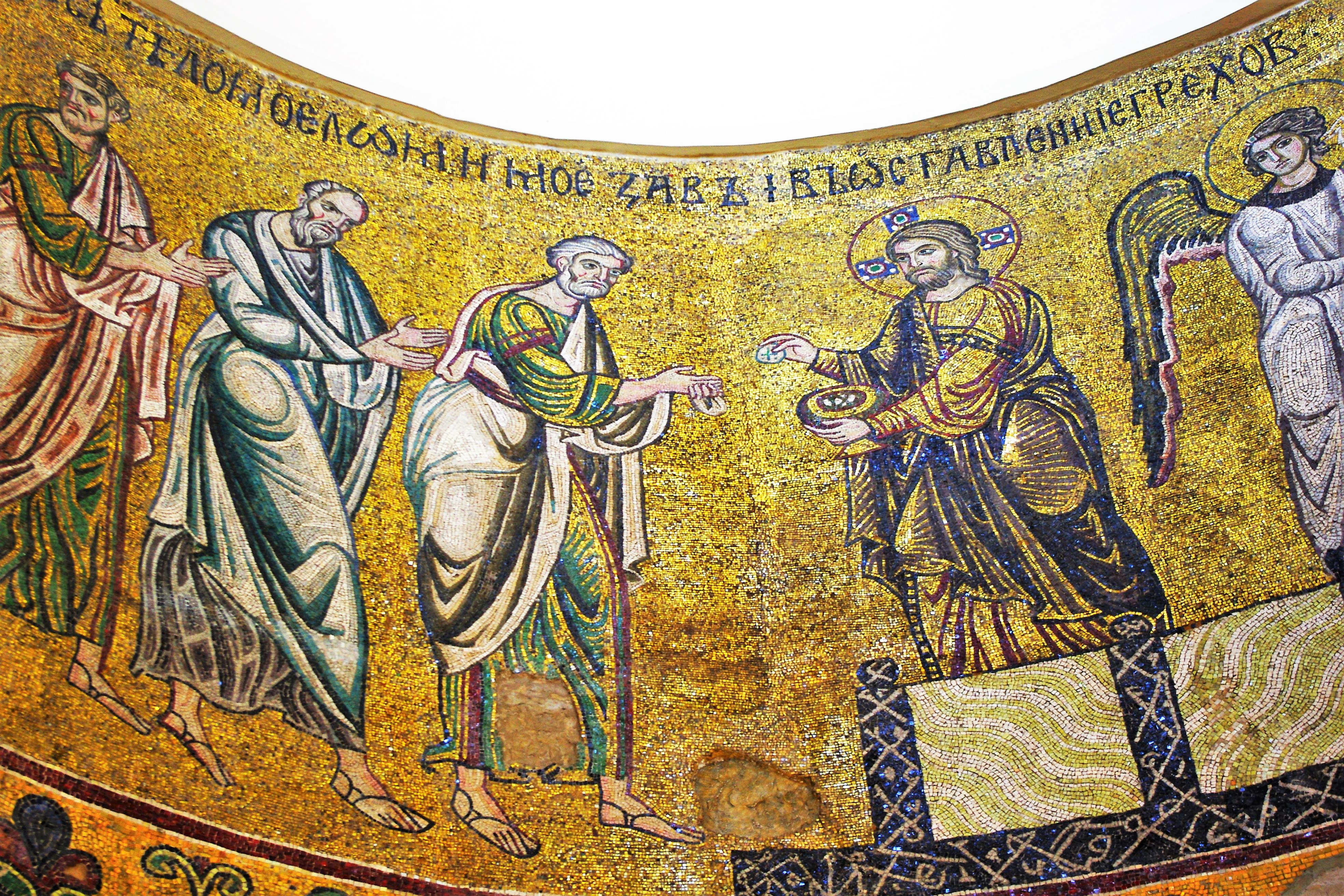
«Евхаристия». Мозаика XII века, Софийский собор. Иисус Христос даёт просфору в раскрытые вверх ладони рук апостолов; надпись вверху мозаики — «сие есть тело моё ломимое, завет в оставление грехов» — парафраз цитат

Остальная часть интерьера была расписана фресками. На сводах были не сохранившиеся до наших дней двунадесятые праздники (христологический цикл), соответствующие важнейшим моментам евангельской истории. На боковых стенах центрального пространства (на боковых тройных аркадах и западных стенах трансепта) сохранились сцены Страстей Христовых и Его Воскресения, цикл заканчивался сценами послания апостолов на проповедь и сошествием на них Святого Духа. Фресками расписаны и боковые апсиды, где представлены циклы детства Богоматери (Протоевангелие Иакова), деяния апостола Петра, житие святого Георгия, деяния архангела Михаила, соответственно с освящениями алтарей этих приделов.

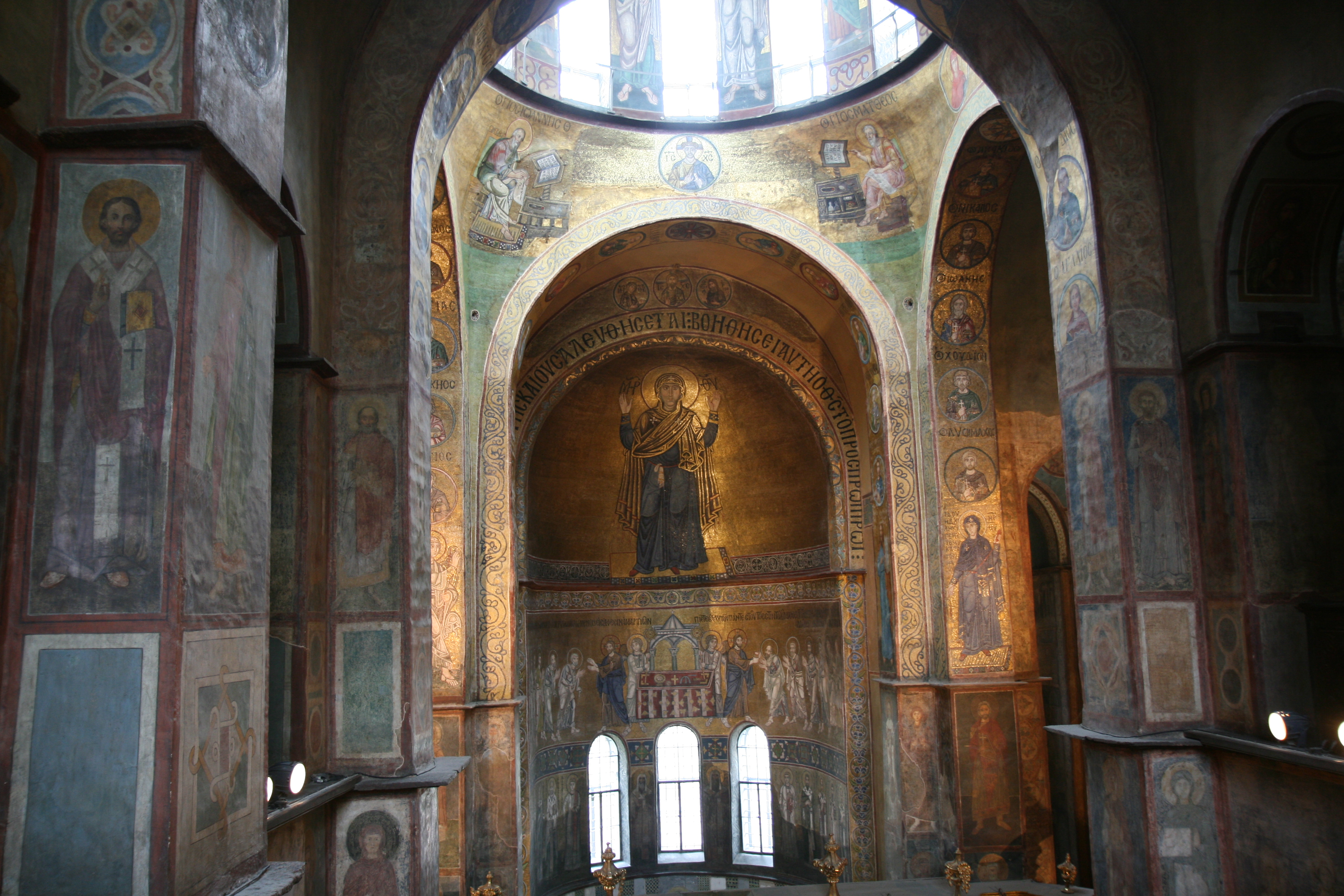
Интерьер XI в.

На стенах и многочисленных столбах собора представлены образы святых, составляющих огромный христианский пантеон (свыше пятисот персонажей). Своды и малые купола украшены изображениями сил небесных, в медальонах представлены поясные фигуры ангелов. На трёх стенах центрального нефа, то есть в западной части подкупольного креста, находился огромный княжеский групповой портрет, изображавший парадный выход в храм семьи киевского князя. От этой наибольшей фресковой композиции храма частично сохранились лишь боковые части — четыре фигуры на южной стене и две — на северной, представляющие княжичей и княжон. Центральная часть фрески, где были изображены князь с моделью храма и княгиня, утрачена, поскольку она находилась на западной тройной аркаде, разобранной в конце XVII века. Композиция гипотетически реконструируется с помощью рисунка голландского художника Абрагама ван Вестерфельда (1651 год). Персонажей этой фрески определяют по-разному, но портрет традиционно определяют как изображение семьи Ярослава, хотя никаких данных для этого не сохранилось. С точки зрения профессора Надежды Никитенко, на фреске представлена семья Владимира как крестителя Руси и основателя Софийского собора.
Наиболее необычны изображения в лестничных башнях. Здесь представлены сцены византийской придворной жизни, состязания на константинопольском ипподроме, музыканты, охота. С. А. Высоцкий определяет эти фрески как изображение приёма княгини Ольги императором Константином Багрянородным, Н. Н. Никитенко — как триумфальный цикл, иллюстрирующий заключение на рубеже 987—988 гг. династического брака заказчиков фресок — княжеской четы Владимира и Анны. Этот брак положил начало крещению Руси, храмом-мемориалом которого является София Киевская.
Также на стенах храма сохранилось множество граффити, в том числе XI—XII веков. Граффити Софии Киевской представляют собой ценнейшие памятники письменности и уникальный исторический источник. На сегодняшний день в Софии обнаружено свыше семи тысяч граффити, начиная со второго десятилетия XI века — до начала XVIII века, среди них — одиннадцать древнейших, которые содержат даты с 1018 по 1036 год.

## Некрополь
Собор и его территория были местом погребения в течение XI—XX веков. В древнейшее время здесь похоронили нескольких князей, позже — ряд митрополитов. В XI—XII веках здесь были устроены две княжеские усыпальницы — Ярослава Мудрого, а также родовая усыпальница его сына Всеволода. Всего в соборе осуществлено пять княжеских захоронений: Ярослава Мудрого (1054), Всеволода (1093) и Всеволодовичей — Ростислава Всеволодовича (1093), Владимира Всеволодовича Мономаха (1125), Вячеслава Владимировича (1154). Мраморный саркофаг Ярослава Мудрого сохранился; 10 сентября 2009 года состоялось научное вскрытие саркофага: последующая экспертиза показала отсутствие в нём останков Ярослава (до того саркофаг Ярослава Мудрого учёные вскрывали трижды: в 1936, 1939 и 1964 годах).

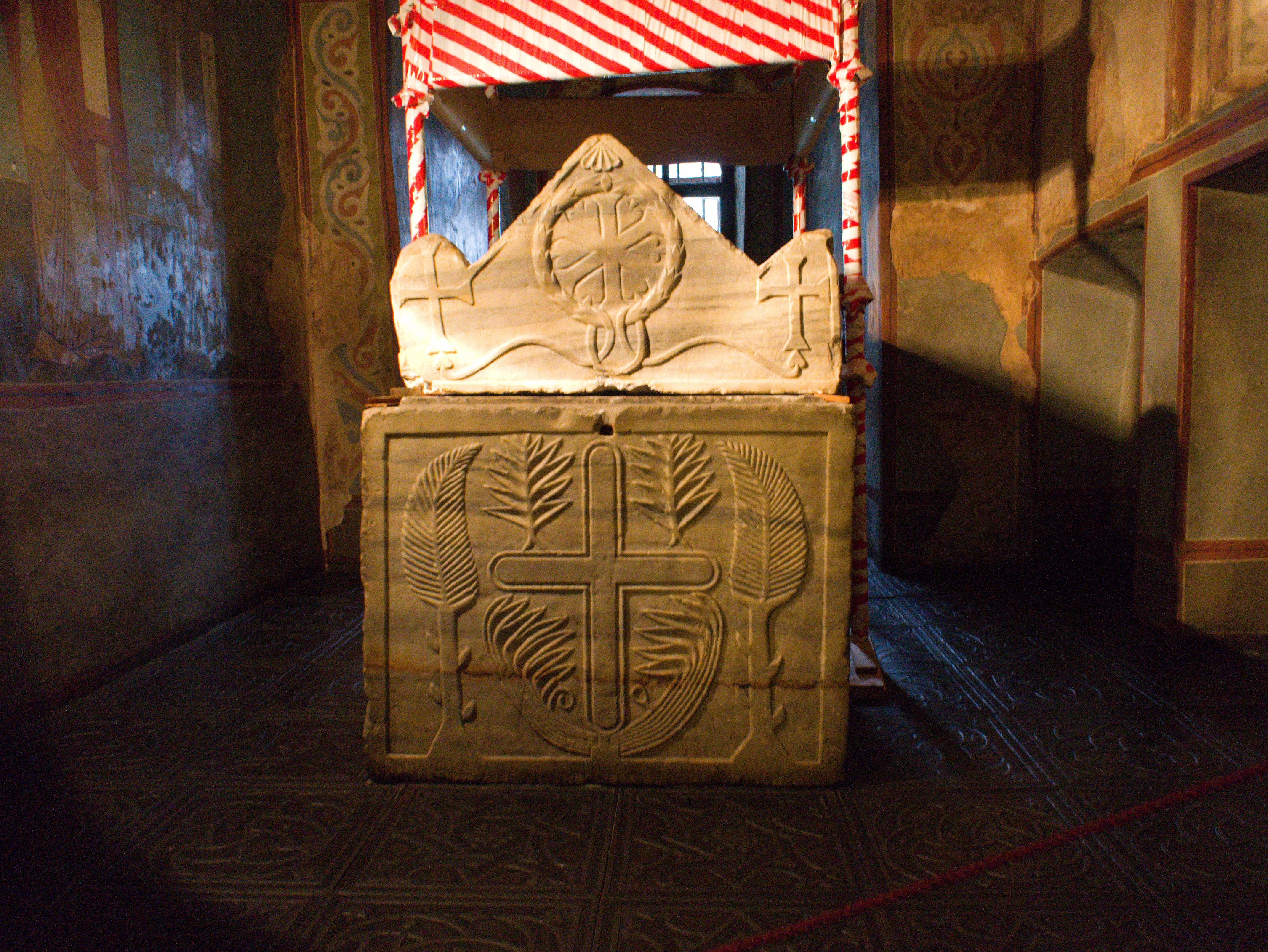
Саркофаг Ярослава Мудрого

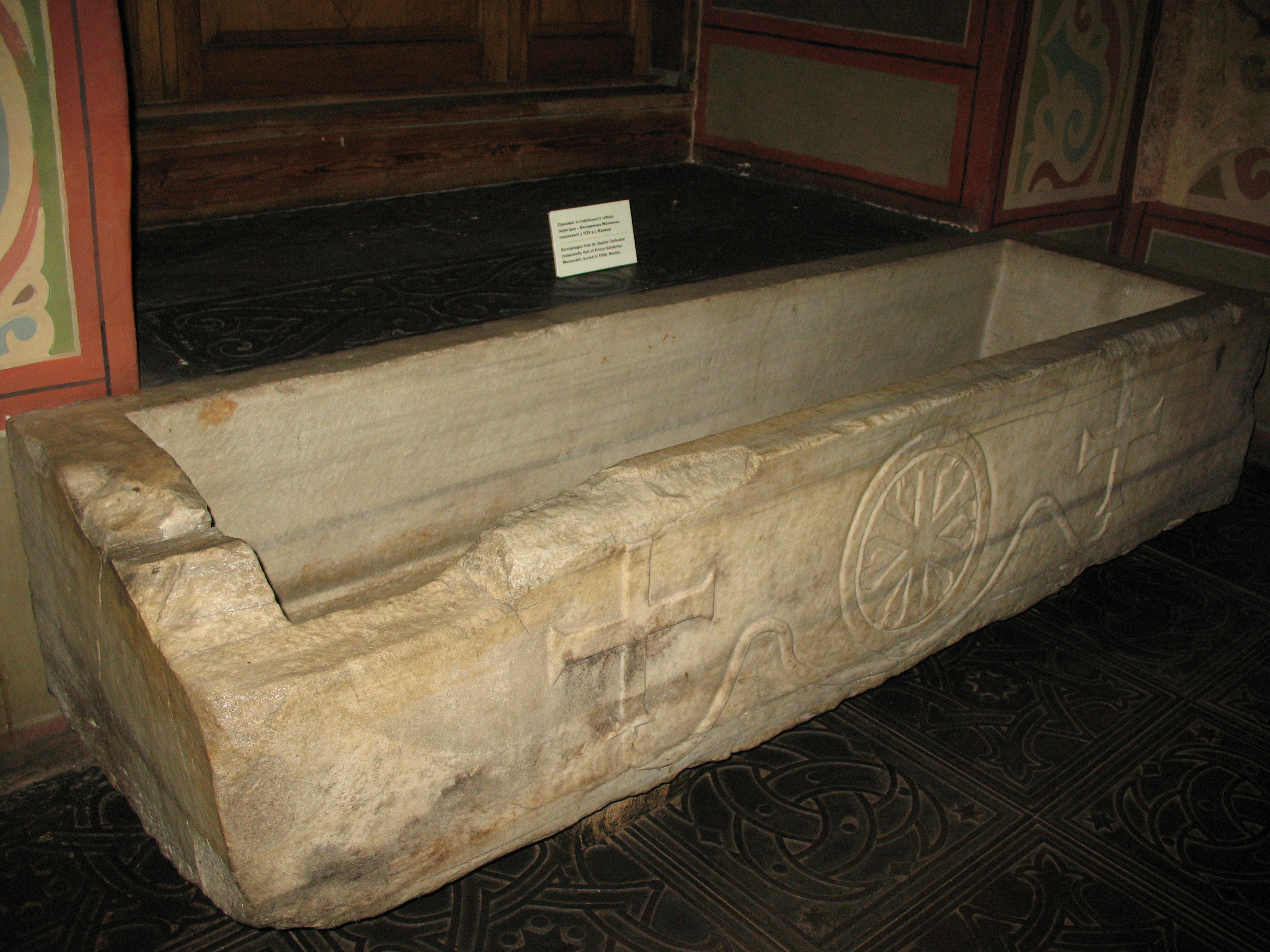
Предполагаемый саркофаг Владимира Мономаха

С именем Владимира Мономаха предположительно связывают вторую мраморную гробницу, сохранившуюся в соборе с древности, — она дошла до нас пустой, без крышки. Остальные княжеские гробницы были утрачены.
В 1280 год в соборе был похоронен митрополит Кирилл II, в захоронении которого археологи нашли древнейшие уцелевшие фрагменты вышитых золотом тканей (сохраняются в фондах Софийского заповедника). В 1497 году в Софии были положены мощи убитого татарами Священномученика Макария Киевского. Позже в Софии похоронили много сделавших для неё иерархов: в 1690 году митрополита Святополк-Четвертинского), а в большом подземном склепе — шесть митрополитов: Рафаила Заборовского (1747), Арсения Могилянского (1770), Гавриила Кременецкого (1783), Самуила Миславского (1796), Иерофея Малицкого (1799) и Серапиона Александровского (1824). В XIX веке здесь упокоились первый соборный протоиерей и знаменитый церковный оратор Иоанн Леванда (1814), а также митрополиты Евгений (Болховитинов) (1837) — зачинатель науки о Софии и Платон (Городецкий) (1891) — деятельный миссионер и церковный учёный.
Есть сведения о наличии возле собора подземных помещений. Несколько раз, начиная с 1916 года, предпринимались отдельные попытки их исследования, но они так и не были завершены. Согласно одной из версий, в них могла храниться легендарная Библиотека Ярослава Мудрого.

## Граффити Софии Киевской

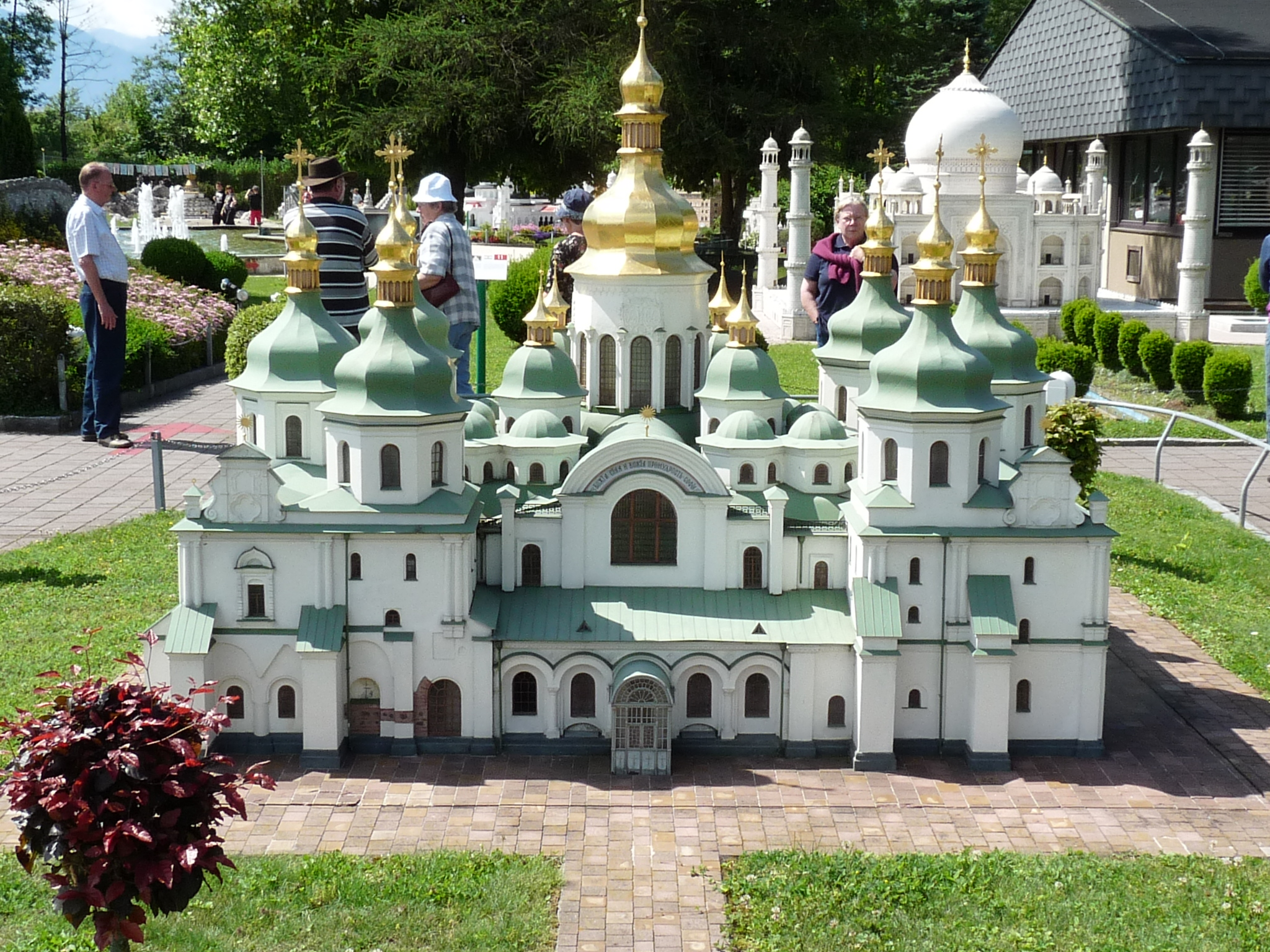
Макет Софийского собора в Клагенфурте

В Софии Киевской были обнаружены надписи: о мире на Желяни, азбука из двадцати семи букв: 23 греческих и 4 славянских (б, ж, ш, щ), о кончине Ярослава Мудрого, о покупке вдовой князя Всеволода Ольговича земли, ранее принадлежавшей Бояну, за 700 гривен соболей, автограф Анны Ярославны, надписи, сообщающие о рождении и смерти князей, приходе и отъезде церковных владык, погодных явлениях, захоронениях и перезахоронениях. Надпись «Спаси, Господи, кагана нашего», как полагают, говорит о сыне Ярослава Мудрого — Святославе Ярославиче, княжившем в Киеве в 1073—1076 годах. Всего изучены 77 тысяч граффити. Верхняя дата рисунков-граффити вероятно совпадает со временем угасания традиции процарапывания на стенах надписей. В Софии Киевской эта граница приходится, в основном, на XV век с единичными экземплярами текстов до XVII века. С. А. Высоцкий считал, что надписи-граффити Софии Новгородской имеют более бытовой характер в сравнении с этим же материалом из Софии Киевской. Архаичное отчество в надписи Домки Безуевича (записанное с пропуском у) в Софии Константинопольской соотносится с именем автора граффито № 102 Софии Киевской, датируемого XI веком.
Некоторые украинские издания считают, что граффи́ти Софии Киевской присущи черты современного украинского языка.

## Чудеса
Согласно Киево-Печерскому патерику, когда мастера украшали алтарь Софийского Собора, произошло чудо. Образ Богородицы изобразился сам и засиял ярче солнца. Из уст появившегося образа Богородицы вылетел белый голубь и полетел вверх к образу Спасителя:
Когда мастера украшали мозаикой алтарь, вдруг образ пречистой владычицы нашей, Богородицы и приснодевы Марии, изобразился сам, а они все были заняты укладкой мозаики внутри алтаря, Алимпий же помогал им и учился у них, — и увидели все дивное и страшное чудо: смотрят они на образ, и вот внезапно засиял образ владычицы нашей, Богородицы и приснодевы Марии, ярче солнца, так что невозможно было смотреть, и все в ужасе пали ниц. Приподнялись они немного, чтобы видеть свершившееся чудо, и вот из уст пречистой Богоматери вылетел голубь белый, полетел вверх к образу Спасову и там скрылся.

## Софийский собор на монетах, на почтовых марках, на купюрах
- В 1988 году Софийский собор изображён на памятной монете СССР номиналом 5 рублей[49].
- В 1988 году Софийский собор изображён на серебряной памятной монете СССР номиналом 3 рубля: «Софийский собор в Киеве. 1000-летие древнерусского зодчества»[50].
- В 1996 году Национальный банк Украины выпустил золотые (999,9 пробы) памятные монеты «Оранта» весом 3,11 г, 7,78 г, 15,55 г, 31 г и номиналом соответственно 50 гривен, 125 гривен, 250 гривен и 500 гривен. На аверсе всех четырёх номиналов монет изображён Софийский собор.
- В 2011 году Национальный банк Украины выпустил серебряную монету «1000-летие основания Софийского собора» массой 500 граммов и номиналом 50 гривен.

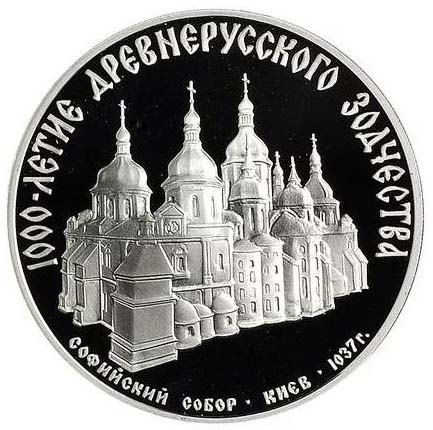
3 рубля 1988 года «Софийский собор в Киеве. 1000-летие древнерусского зодчества»
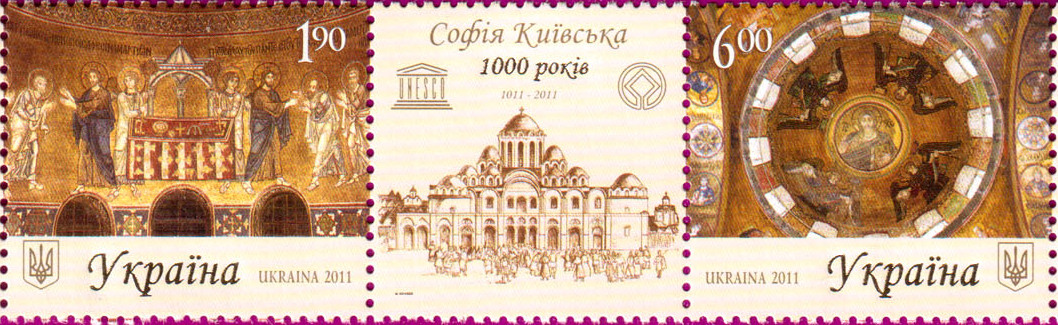
Почтовая марка Украины, 2011 год. «София Киевская — 1000 лет
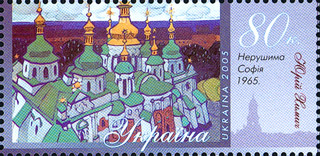
Картина Юрия Химича Нерушимая София 1965 года на почтовой марке
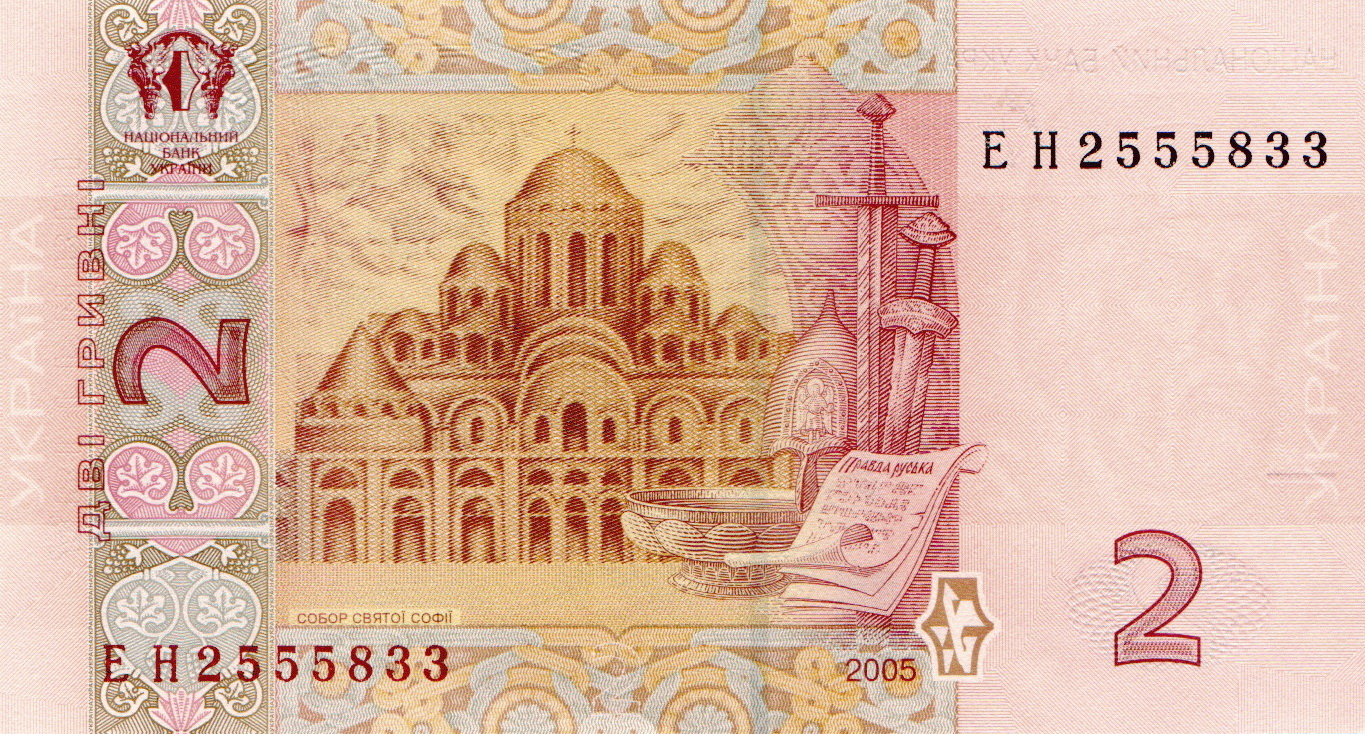
Собор на банкноте в 2 гривны

## В литературе
Строительство Софийского собора описывается в романе Павла Загребельного «Диво» (1968).